# Aleksander Skiba
Pour les articles homonymes, voir Skiba.
Aleksander Skiba est un ancien joueur et entraîneur polonais de volley-ball né le 26 février 1945 à Rokitów (dans la gmina de Turobin, voïvodie de Lublin) et décédé le 7 septembre 2000 à Albignasego (province de Padoue). Il totalisait 210 sélections en équipe de Pologne.

## Clubs

### Joueur
| Club             | De        | À         |
| ---------------- | --------- | --------- |
| AZS AWF Varsovie | 1965-1966 | 1967-1968 |
| Legia Varsovie   | 1968-1969 | 1974-1975 |

### Entraîneur
| Club                                | De        | À         |
| ----------------------------------- | --------- | --------- |
| Płomień Milowice                    | 1975-1976 | 1978-1979 |
| Équipe de Pologne                   | 1979-1980 | 1982-1983 |
| Équipe d'Italie des moins de 19 ans | 1983-1984 | 1984-1985 |
| Pallavolo Parme                     | 1985-1986 | 1986-1987 |
| Italie                              | 1987-1988 | 1987-1988 |
| Pallavolo Battipaglia               | 1988-1989 | 1989-1990 |

## Palmarès

### Joueur
- Championnat du monde (1)
  - Vainqueur : 1974
- Championnat de Pologne (3)
  - Vainqueur : 1966, 1969, 1970
  - Finaliste : 1967, 1971

### Entraîneur
- Coupe du monde
  - Finaliste : 1985
- Ligue des champions
  - Vainqueur : 1978
  - Finaliste : 1986
- Coupe de la CEV
  - Finaliste : 1987
- Championnat de Pologne (2)
  - Vainqueur : 1977, 1979
  - Finaliste : 1976
- Championnat d'Italie
  - Finaliste : 1987
- Coupe d'Italie
  - Vainqueur : 1987